# Orangozinho
Isla de Orangozinho (en portugués: Ilha de Orangozinho) es una isla habitada del archipiélago Bissagos que pertenece al país africano de Guinea-Bisáu. Administrativamente, pertenece al sector Bubaque, de la Región de Bolama, posee 107 km².
Se encuentra al este de la isla Canogo (noreste) y Meneque. Posee 19 kilómetros de largo por 11,8 kilómetros de ancho.